# D-0
D-0(ディーゼロ)とは、食品（主に乳業）業界で、工場で製造されたその日(=0日)のうちに店頭に並ぶ商品（牛乳など）を指す。DとはDAYの略称。デイゼロとも呼ぶ。
製造から1日経った製品はD-1(ディーワン)、2日経った製品はD-2(ディーツー)と言う。
D-xという呼称は、元々は、食品に製造年月日が記載されていた時代に、製造年月日からの販売日、あるいは販売期限を指す、小売業での業界用語である。

## 概略
乳業業界で牛乳の販売といった場合、従来は各社の販売店（牛乳店）を経由しての宅配販売が一般的であったが、1960年代の高度経済成長に伴って、販売店による宅配からスーパーマーケット経由の売り上げが増加した。
スーパーマーケットでの売り上げが増加するにつれて、消費者や小売店サイドで、より新鮮な牛乳への需要が旺盛になった。当時は食品に製造年月日が記載されていたこともあって、メーカー各社は我先にと鎬を削って、牛乳の製造から店頭に並ぶ時間を減らそうとした。
日付競争は次第に激しさを増し、D-2（=製造から2日）やD-1(=製造から1日)、そしてついにはD-0(=製造当日)を競うまでに競争は激化した。
D-0はいわば消費者と小売店側の厳しい要求に答える為にて生まれた苦肉の策であった。
しかし、後述するように、このD-0は衛生面を筆頭に多くの問題を抱えている為に厚生省（現・厚生労働省)が1985年に販売自粛の通達を出したことから、乳業界内では一種の禁じ手とされてきた経緯がある。
牛乳以外では、パンや納豆、豆腐などの日配品でも、同様の事が行われた。

## D-0の製造方法
牛乳は、一般的に各小売店に納入する前日の午前8時から午後4時にかけて工場のラインで製造される。その後、完成した製品に対する検査が行なわれ、これに約16時間程度要し、検査の結果は納入日の午前8時に出る。そして、各小売店に出荷される。又、仮に製品の品質に問題が生じても、この生産方式であれば、一般的なスーパーなどの小売店は開店前なので、問題なく回収が可能となる。
しかし、上に挙げたような生産方式を採用していては、とてもではないが製造されたその日のうちに小売店への出荷ができない。そこで、日付が変わる午前0時から従業員を残業させた上で、深夜・未明のうちに牛乳の生産を完了させ、午前8時から各小売店に出荷する。この生産方法をD-0という。
勿論、この方法では製品が充分な検査を受けることが難しいので、検査そのものが杜撰になることもある。この点に関しては後述する。
なお、コンビニエンスストアなどで販売される弁当や惣菜を生産する工場では、元々24時間体制（交代制）で工場が操業している場合が多い。弁当や惣菜などの場合、調製からの消費期限が24～48時間程度と短いこともあり、納品時間の短縮が重要視されている。

## D-0の問題点
上記の通りD-0は数多くの問題を孕んでいる。主に以下のようなものである。
- 製造に手一杯になってしまい、製品が充分な検査を受けないままに出荷されてしまうので、一見すると新鮮な製品に見えるが、その実衛生的には優れているとは言い難い。
- 充分な検査を受けずに出荷されてしまうと、仮に製品の品質問題が生じた際には製品の回収が極めて困難となる。
- D-0の製品は、深夜まで従業員を工場に拘束した上で製造するので、従業員の就業時間や残業時間が慢性的に長期化する。
- 労働時間の慢性的な長期化によって製品の品質が低下する。
- 無理な日程での製造になるので、牛乳の原料となる生乳を供給する酪農家にも負担を強いることになる。

## D-0信仰
しかし、上記のような多くの問題を抱えているにも拘らず、D-0は長年にわたって消費者と小売店に受け入れられてきた。
これは製造されたその日に入荷されているという事実が、「D-0の牛乳は新鮮である」という実態とは乖離した誤ったイメージで受け取られたためである。
また、小売店側もこのような消費者の意識に支えられて、D-0を牛乳を販売する際のセールストークとすることも多々あった。
このような、誤った消費者や小売店の意識をD-0信仰と呼ぶ者もいる。
しかし、D-0信仰は、全国津々浦々に浸透していたわけではなく、地域によってのD-0に対する意識の格差が存在した。
例えば、大阪府周辺はD-0信仰が他の地域と比して極めて強い地域であった。
そのため、大阪府にはD-0以外の牛乳の入荷を受け入れないという小売店も存在したと言われる。
1995年頃から、食品には製造年月日に代わって賞味期限や消費期限日が記載されるようになったが、小売店側では、引き続きD-0信仰が続いていたようである。

## D-0が生んだ悲劇
日本では過去に大きな話題となったD-0に関する事件があった。それが、2000年に問題となった雪印集団食中毒事件である。
この事件の要因は数多くあるが、D-0はその一翼を担っていたと言える。事件の発端となった雪印乳業の大阪工場では、前述の大阪特有の強固なD-0信仰に合わせる為に、他社が禁じ手としていたD-0の生産を事件が発覚するまで継続していたとされる。
くわえて、雪印大阪工場では、事件の発生した2000年6月に大阪労働局からD-0の生産の為に行なわれていた、従業員の1日10時間にも渡る残業に対して是正勧告があったことも分かった。
雪印集団食中毒事件は、D-0の抱える問題が浮き彫りになった事件とも言えるかもしれない。